# Jacinto de Romarate Salamanca
Jacinto de Romarate Salamanca (Sodupe, Güeñes, 12 de febrer de 1775 - Madrid, 27 d'agost de 1835) fou un marí i polític basc, ministre espanyol durant el trienni liberal.
Pertanyia a una família d'hidalgos originària d'Orduña. El 29 de maig de 1792 ingressà com a guardiamarina al departament de Ferrol i en març de 1793 va embarcar per primer cop en el Reina Luisa en la guerra contra la Convenció Francesa, participant en el setge de Toló.
El 30 d'octubre de 1793 fou ascendit a alferes de fragata i en 1802 a alferes de navili. Aquell mateix any fou destinat a Puerto Rico i en 1806 a Montevideo i Buenos Aires, on va participar en les operacions contra les invasions britàniques del Riu de la Plata. La invasió francesa el va sorprendre a Buenos Aires, on va lluitar en el bàndol reialista en la Guerra de la Independència Argentina. En 1815 fou ascendit a capità de navili i brigadier, així com membre de la Junta Militar d'Índies de 1816 a 1818. Després fou destinat com a comandant militar a Santander. En produir-se el pronunciament de Rafael del Riego fou nomenat cap militar de Cadis. El 25 de febrer de 1822 fou nomenat Ministre de Marina al gabinet de Francisco Martínez de la Rosa compost per José María Moscoso de Altamira Quiroga (Governació), Diego Clemencín (Ultramar), Nicolás María Garelli y Battifora (Justícia), Felipe Sierra Pampley (Hisenda) i Luis María Balanzat de Orvay y Briones (Guerra). Després de la seva renúncia l'agost de 1822 es va retirar a Biscaia, on es va casar el 1826.
En 1830 va ser nomenat comandant militar de Bilbao i procurador a les Corts per Biscaia. A la mort de Ferran VII d'Espanya va donar suport la seva filla Isabel II. Fou un dels encarregats de reorganitzar la marina espanyola durant la Primera Guerra Carlina. El 30 de juny de 1834 fou escollit representant de Biscaia a les Corts amb José Ventura Aguirre-Solarte Iturraspe, La reina regent el va promoure en 1835 a Cap d'Esquadra i vocal de la Junta Superior de l'Armada. Va morir el 27 d'agost de 1835 a Madrid, quan era Conseller d'Estat.